# Abertillery
Abertillery (in gallese: Abertyleri; 11.000 ab. ca.) è una comunità del Galles sud-orientale, appartenente al distretto di contea di Blaenau Gwent (contea cerimoniale: Gwent; contea storica: Monmouthshire) e situata nella valle del fiume Tyleri (a cui deve il nome).
Agli inizi del XX secolo, era - grazie alle proprie industrie, in particolare quale centro minerario per l'estrazione del carbone - la seconda città più popolosa del Monmouthshire dopo Newport.

## Geografia fisica

### Collocazione
Abertillery si trova a circa 50 km a nord-est di Cardiff, a sud-est di Merthyr Tydfil e di Ebbw Vale, a sud di Brymawr e Nantyglo, a sud di Abergavenny e a nord-ovest di Pontypool.

## Edifici e luoghi d'interesse
- Abertillery and District Museum[2][4]
- Chiesa di San Michele
- Chiesa di San Illtyd

|  |

## Amministrazione

### Gemellaggi
- Royat[5]